# Igarapé-Miri
Igarapé-Miri est une municipalité brésilienne située dans l'État du Pará.